# Ликинг (приток Маскингума)
Ликинг (англ. Licking River) — река в США, в центральной части штата Огайо. Является притоком реки Маскингум, которая в свою очередь является притоком реки Огайо. Составляет 23,7 км в длину. Площадь бассейна — 2018 км².
Берёт начало в городе Ньюарк, округ Ликинг, как слияние верховий Норт-Форк и Саут-Форк. Норт-Форк составляет примерно 55 км в длину; берёт начало на юго-западе округа Морроу и течёт сперва на юго-восток, а затем поворачивает на юг. Норт-Форк принимает такие притоки как Оттер-Форк, Лейк-Форк и Клир-Форк. Саут-Форк составляет около 50 км в длину; начинается на юго-западе округа Ликинг и течёт сперва на юго-восток, а затем поворачивает на северо-восток. Ликинг впадает в реку Маскингум близ города Зейнсвилл.